# دیادی ساماسکو
دیادی ساماسکو (فرانسوی: Diadie Samassékou‎؛ زادهٔ ۱۱ ژانویهٔ ۱۹۹۶) بازیکن فوتبال اهل مالی است.
از باشگاه‌هایی که در آن بازی کرده‌است می‌توان به ردبول زالتسبورگ و هوفنهایم اشاره کرد.
وی همچنین در تیم ملی فوتبال مالی بازی کرده‌است.